# /dev/full
/dev/full（或常满设备）在类Unix系统中是一个特殊设备文件，总是在向其写入时返回设备无剩余空间（错误码为ENOSPC），读取时则与/dev/zero相似，返回无限的空字符（NULL, ASCII NUL, 0x00）。这个设备通常被用来测试程序在遇到磁盘无剩余空间错误时的行为。
```
 
$
 
echo
 
"Hello world"
 
>
 
/dev/full

 
bash:
 
echo:
 
write
 
error:
 
No
 
space
 
left
 
on
 
device

```